# Tohu Harris

a Compétitions nationales et continentales officielles uniquement.

b Matchs officiels uniquement.
Tohu Harris, né le 7 janvier 1992 à Hastings (Nouvelle-Zélande), est un joueur de rugby à XIII néo-zélandais évoluant au poste de deuxième ligne, de troisième ligne, de centre ou de demi d'ouverture. Il fait ses débuts en National Rugby League (« NRL ») avec le Storm de Melbourne lors de la saison 2013, franchise avec laquelle il remporte le World Club Challenge en 2013 et dispute la finale de la NRL en 2016. Il a également  porté le maillot de la Nouvelle-Zélande avec laquelle il a remporté le Tournoi des Quatre Nations 2014.

## Biographie
Sélectionné pour disputer la Coupe du monde 2013 avec la Nouvelle-Zélande, Tohu Harris est finalement écarté de la sélection à la suite du changement d'avis quant à la volonté de Sonny Bill Williams de la disputer.

## Palmarès
- Collectif :
  - Vainqueur du Tournoi des Quatre Nations : 2014 (Nouvelle-Zélande).
  - Vainqueur du World Club Challenge : 2013 (Storm de Melbourne).
  - Vainqueur du National Rugby League : 2017 (Storm de Melbourne).
  - Finaliste du Tournoi des Quatre Nations : 2016 (Nouvelle-Zélande).
  - Finaliste de la National Rugby League : 2016 (Storm de Melbourne).

- Individuel :
  - Elu meilleur deuxième ligne de la National Rugby League : 2020 (New Zealand).

### En sélection

#### Quatre Nations
| Édition             | Rang      | Résultats pays | Résultats Taumalolo | Matchs Taumalolo |
| ------------------- | --------- | -------------- | ------------------- | ---------------- |
| Quatre Nations 2014 | Vainqueur | 4 v, 0 n, 0 d  | 4 v, 0 n, 0 d       | 4/4              |

Légende : v = victoire ; n = match nul ; d = défaite.

### En club

#### Statistiques
| Saison | Club                 | Compétition           | Matchs | Points | Essais | Goals | Drops |
| ------ | -------------------- | --------------------- | ------ | ------ | ------ | ----- | ----- |
| 2013   | Melbourne Storm      | National Rugby League | 25     | 8      | 2      | 0     | 0     |
| 2014   | Melbourne Storm      | National Rugby League | 25     | 4      | 0      | 2     | 0     |
| 2015   | Melbourne Storm      | National Rugby League | 26     | 26     | 5      | 3     | 0     |
| 2016   | Melbourne Storm      | National Rugby League | 27     | 36     | 8      | 2     | 0     |
| 2017   | Melbourne Storm      | National Rugby League | 14     | 14     | 3      | 1     | 0     |
| 2018   | New Zealand Warriors | National Rugby League | 17     | 8      | 2      | 0     | 0     |
| 2019   | New Zealand Warriors | National Rugby League | 13     | 8      | 2      | 0     | 0     |